# レイタウン (ミズーリ州)
レイタウン（Raytown）は、アメリカ合衆国ミズーリ州のジャクソン郡にある都市。人口は3万0012人（2020年）。ダウンタウン・カンザスシティ (ミズーリ州)の南東15キロメートルに位置している。2020年アメリカ合衆国国勢調査によれば、市の人口の約4割はアフリカ系アメリカ人である。